# Клей (окръг, Арканзас)
Вижте пояснителната страница за други населени места с името Клей.
Окръг Клей (на английски: Clay County) е окръг в щата Арканзас, Съединени американски щати. Площта му е 1660 km², а населението – 16 083 души (2010). Административни центрове са градовете Корнинг (западен район) и Пигът (източен район).